# La Gare de Wannsee
La Gare de Wannsee est un roman de François-Olivier Rousseau paru le 1er septembre 1988 aux éditions Grasset et ayant reçu le Grand prix du roman de l'Académie française la même année.

## Historique
Le roman est récompensé par le Grand prix du roman de l'Académie française et est en lice pour le prix Goncourt. Mais s'incline le 14 novembre 1988, au sixième tour de scrutin, avec seulement une voix contre cinq à L'Exposition coloniale d'Erik Orsenna et quatre à Les Derniers Jours de Charles Baudelaire de Bernard-Henri Lévy.

## Éditions
- La Gare de Wannsee, éditions Grasset, 1988  (ISBN 2246373719) .